# Ordem de equipe

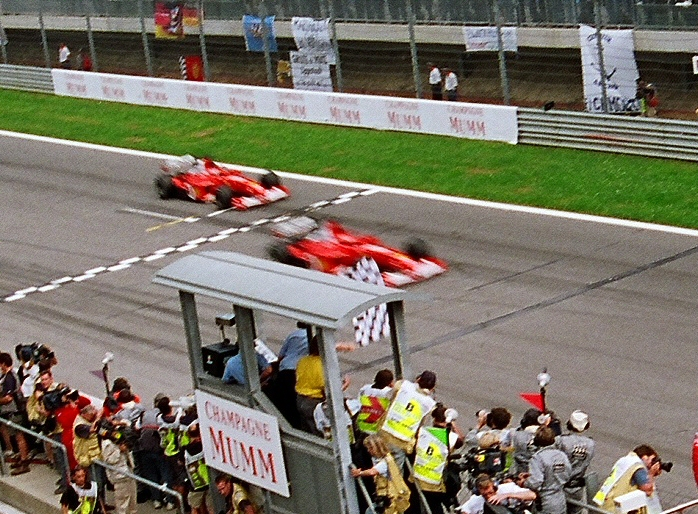
O episódio da mais famosa ordem de equipe da história da Formula 1. No Grande Prêmio da Áustria de 2002, o status de piloto #2 de Rubens Barrichello na Ferrari ficou óbvio depois que ele praticamente parou seu carro a poucos metros da linha de chegada, abdicando de sua vitória em favor de Michael Schumacher.

Ordem de equipe é uma terminologia usada no esporte à motor (automobilismo e motovelocidade) para designar a prática de equipes que dão instruções aos pilotos para se desviarem da prática normal de competir uns contra os outros, como seriam contra os pilotos das outras equipes. Isso pode ser feito com antecedência, simplesmente estabelecendo uma hierarquia entre os dois pilotos dentro da equipe, ou instruindo um motorista a deixar seu companheiro de equipe ultrapassar ou manter a posição sem o risco de colisão.
Isso geralmente é feito quando um piloto está atrasado em uma determinada corrida, mas à frente no geral em uma temporada de campeonato. A equipe irá, então, ordenar aos seus pilotos que se reorganizem na pista, de modo a dar mais pontos de campeonato ao piloto que estiver à frente no campeonato. Ordens de equipe são emitidas para evitar que os pilotos corram um contra o outro; o objetivo é fazer com que eles dirijam com cautela para economizar combustível, reduzir a chance de problemas mecânicos e evitar uma colisão. Isso aconteceu em incontáveis ocasiões na história do esporte, às vezes causando grande acrimônia entre a equipe e o segundo colocado. Por vezes, quando um piloto se recusa a aceitar uma ordem de equipe, ele acaba sendo punido pela mesma, às vezes até com demissão.
Na Formula 1, o artigo 39.1 do Regulamento diz apenas que “ordens de equipe que interfiram no resultado da corrida são proibidas”.
Além do famoso caso que envolveu os pilotos Rubens Barrichello e Michael Schumacher no Grande Prêmio da Áustria de F1 de 2002, outros casos emblemáticos e que entrarão para a história são:
Na Fórmula 1
- Singapuragate - Cumprindo uma ordem de sua equipe, o piloto Nelsinho Piquet bateu de propósito, ao escorregar de traseira na saída numa curva em que não havia possibilidade de o carro ser retirado sem a entrada do safety car e espatifou seu carro no muro. Essa tramoia aconteceu para beneficiar seu companheiro de equipe, Fernando Alonso. Este episódio ocorreu no Grande Prêmio de Singapura de 2008.

Na Nascar
- Na prova 2013 Federated Auto Parts 400, o piloto Clint Bowyer bateu de propósito, para beneficiar seu companheiro de equipe.[5]